# America West Airlines
Pour les articles homonymes, voir AWE.

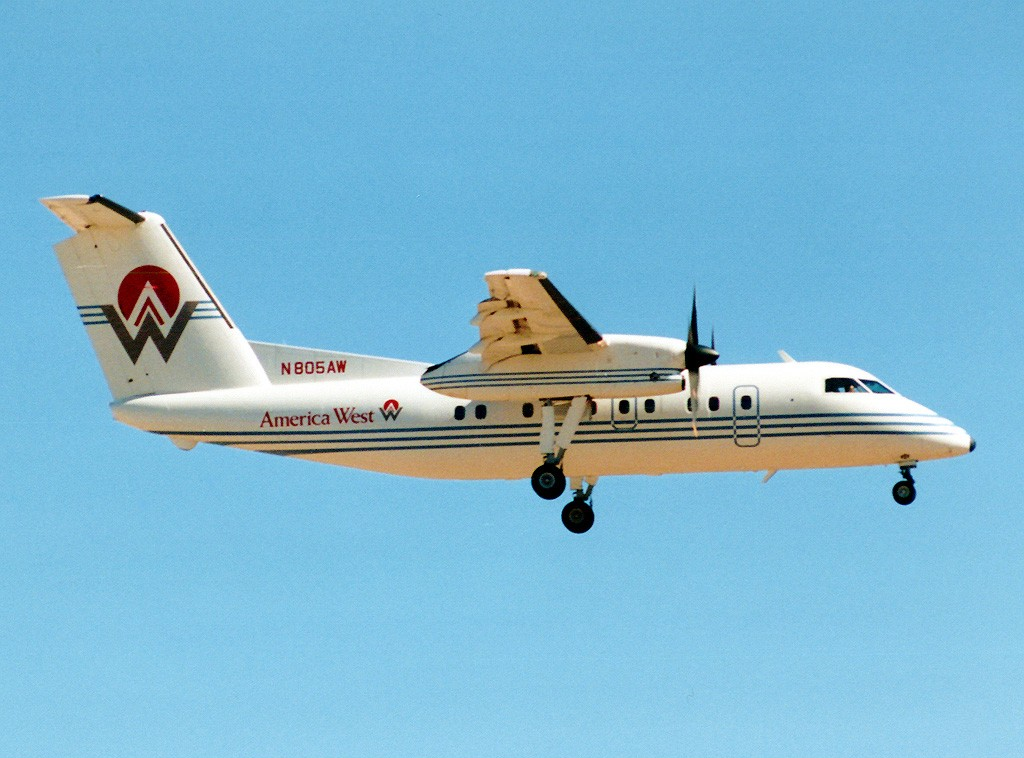

America West Airlines (code AITA : HP, code OACI : AWE) était une compagnie aérienne à bas prix américaine qui a annoncé le 19 mai 2005 sa fusion avec US Airways : la fusion est effective en septembre 2005.
En 2002, elle exploite deux liaisons depuis Toronto vers Phoenix et Las Vegas.